# Derbina
La Derbina (in russo Дербина?) è un fiume della Russia siberiana orientale, affluente di destra dell'Enisej. Scorre nel Balachtinskij rajon del Territorio di Krasnojarsk.
La sorgente del fiume si trova sulla cresta Manskoe Belogor'e a un'altitudine di 880 m. Il fiume scorre in direzione nord-occidentale. Ha una lunghezza di 146 km e il suo bacino è di 2 490 km². Sfocia nella baia Derbinskij del bacino idrico di Krasnoyarsk a 2 580 km dalla foce nell'Enisej.